# Amira Arrès
Amira Arrès ou Amira Arras est une commune de la wilaya de Mila en Algérie.

## Géographie

### Situation
Le territoire de la commune d'Amira Arrès est situé au nord de la wilaya de Mila.
| Tessala Lemtaï | Boucif Ouled Askeur (Jijel) | Terrai Bainen |
| Tessala Lemtaï | Amira Arrès                 | Terrai Bainen |
| Rouached       | Rouached, Oued Endja        | Oued Endja    |

### Relief, géologie, hydrographie
Le territoire de la commune est situé au milieu d'un massif montagneux à près de 1 300 mètres, recouvert par une forêt où culmine le djebel Boughara à 1 365 mètres. Au nord du massif une colline descend jusqu'aux gorges de l'Oued Grayou, au sud le terrain décline lentement jusqu'au lit de l'Oued el Kebir.

### Transports
La route nationale: RN105 passe au sud permettant de rejoindre Oued Endja.

### Villages, hameaux et lieux-dits
L'agglomération chef-lieu se nomme Tassaft, il existe une agglomération secondaire au sud nommée Boughardayen, ainsi que les hameaux : Bouylef, El Annabet, Mechtat Bouachaba, Mechtat Ziana, El wazta, Tagalissa, Dar Àyat.

## Histoire
Le territoire communal correspond à l'ancien douar-commune d'Arrès créé le 19 décembre 1893 au sein de la commune mixte de Fedj M'Zala. La commune d'Arrès sera ensuite créée avant d'être intégrée à la commune de Oued Endja en 1963. Elle redevient une commune autonome en 1984 sous le nom d'Amira Arrès.

## Démographie
| 1897  | 1902  | 1928  | 1987   | 1998   | 2008   |
| ----- | ----- | ----- | ------ | ------ | ------ |
| 4 514 | 4 275 | 3 439 | 14 785 | 18 722 | 19 405 |